# Святкування 80-річчя Перемоги у Другій світовій війні
Святкування 80-річчя Перемоги у Другій світовій війні (Великій вітчизняній війні) (рос. Празднование 80-летия Победы во Второй мировой войне (Великой Отечественной войне)) — святкові та пам'ятні заходи, заплановані на 2025 рік та приурочені до ювілею Перемоги Радянського Союзу у Другій світовій війні.

## Підготовка до святкування у РФ
У РФ створено організаційний комітет «Перемога», основними завданнями якого є підготовка до відзначення 80-ї річниці Перемоги у Великій вітчизняній війні та робота з увічнення пам'яті загиблих у роки війни.
31 липня 2023 року Путін видав Указ № 568 «Про підготовку та проведення святкування 80-ї річниці Перемоги у Великій вітчизняній війні 1941—1945 років», згідно з яким протягом трьох місяців має бути розроблений план заходів щодо забезпечення святкування.
5 вересня 2023 року Путін закликав розпочати підготовку до святкування у 2025 році 80-річчя Перемоги.
2 вересня 2024 року президент Росії заснував ювілейну медаль «80 років Перемоги у Великій вітчизняній війні 1941–1945 років».
15 січня 2025 року відбулося засідання оргкомітету «Перемога», присвячене підготовці до відзначення 80-річчя Перемоги. У ході засідання було затверджено заходи соціального захисту ветеранів. Визначено разові грошові допомоги по 80 тисяч рублів учасникам бойових дій, їх вдовам та неповнолітнім в'язням концтаборів; для трудівників тилу, блокадників Ленінграда, дорослих в'язнів концтаборів та працівників оборонних підприємств — по 55 000 рублів. Статус «Місто трудової доблесті» надано восьми населеним пунктам. Згідно із затвердженою програмою святкування Дня Перемоги, урочисті паради відбудуться у 28 містах РФ. У перелік місць проведення включено Новосибірськ, Хабаровськ та Астрахань.
Для участі в московському параді було розіслано запрошення представникам збройних формувань 19 держав, при цьому позитивну відповідь отримано від десяти країн.
Запрошення взяти участь у Параді Перемоги на Червоній площі 9 травня 2025 року було надіслано лідерам 18 країн.
17 січня 2025 року Путін «з метою збереження історичної пам'яті та в ознаменування 80-річчя Перемоги у Великій Вітчизняній війні 1941—1945 років» своїм указом оголосив 2025 рік у РФ — «роком захисника вітчизни».

### Заходи у РФ
19 листопада 2024 року в Москві було представлено офіційний план заходів, присвячених 80-річчю Перемоги. План включає понад 170 подій, серед яких традиційні акції «Свічка пам'яті», «Сад пам'яті», «Георгіївська стрічка», «Безсмертний полк», тематичні виставки, всеросійські та міжнародні фестивалі.
13 січня 2025 року глава республіки Удмуртії Олександр Бречалов анонсував заходи регіональної підтримки ветеранам Великої Вітчизняної війни напередодні святкування 80-річчя Перемоги. У рамках святкування в республіці відремонтують пам'ятники та меморіали. Про плани ввести додаткові виплати ветеранам заявили в Тульській, Ульяновській областях, Приморському краї та окупованому Криму.
15 січня 2025 року до 80-річчя Перемоги з'явився новий телеканал «Патріот», в ефірі якого транслюватимуться художні фільми та серіали, які «розповідають про перемоги, сімейні цінності, культуру і традиції російського народу».
До Дня Перемоги «Газпром» зобов'язався підключити понад 180 вічних вогнів по всій країні. 80 із них — у рамках урочистої церемонії перед 9 травня.
До ювілею Перемоги на три дні, з 8 по 10 травня, «Санкт-Петербург перейменують на Ленінград», а «Волгоград на Сталінград». Зміни торкнуться контактів пілотів із диспетчерам.

## Казахстан
23 грудня 2024 року РФ та Казахстан підписали план спільних заходів до 80-річчя Перемоги, серед яких планують проведення виставок, покази кінофільмів та історичної хроніки.
15 січня 2025 року в адміністрації Астани повідомили, що на честь 80-ї річниці Перемоги ветеранам виплатять по 5 млн тенге.
17 січня 2025 року стало відомо, що в Казахстані вперше з 2019 року 7 травня 2025 року пройде військовий парад, присвячений Перемозі та Дню захисника вітчизни. 9 травня запланована церемонія покладання вінків та квітів до монументів захисникам вітчизни, святковий салют та вшанування ветеранів війни та трудівників тилу.

## Білорусь
23 серпня 2024 року Білорусь та Китай підписали комюніке, за яким у 2025 році обидві країни відзначатимуть 80-річчя перемоги Пекіна у Японо-китайській війні та СРСР у Великій вітчизняній війні.
6 грудня 2024 року стало відомо, що в травні 2025 року планується в РФ та РБ об'єднана хода акцій «Безсмертний полк» та «Білорусь пам'ятає».
17 січня 2025 року Міністерство оборони Білорусі заявило про плани провести конкурс дитячого малюнка, присвяченого 80-річчю Перемоги.

## Венесуела
20 січня 2025 року на Всесвітньому антифашистському фестивалі в Каракасі було ухвалено рішення про спільне святкування 80-річчя Перемоги Радянського Союзу над фашистською Німеччиною.

## Південна Осетія
По 1 мільйону рублів кожному селу та кожній школі Південної Осетії було виділено із резервного фонду президента РФ. За словами першого заступника керівника адміністрації глави РФ Сергія Кирієнка, ці кошти підуть у тому числі на догляд за меморіалами, пам'ятними стендами та музеями.